# جائزة الأوسكار لأفضل تأثيرات بصرية
جائزة الأوسكار لأفضل تأثيرات بصرية(بالإنجليزية: Academy Award for Best Visual Effects)‏ هي الجائزة الأكثر أهمية في عالم التأثيرات البصرية في العالم.تمنح كل سنة في الولايات المتحدة

## حصلو على الجائزة
- أمل جديد
- إنديانا جونز ومعبد الهلاك
- الحديقة الجوراسية
- فورست جامب
- القناع
- هيوغو
- بداية
- بليد رانر 2049
- افاتار
- تيتانيك
- ترمنايتور 2: جادجمنت داي
- فضائيون
- رفقة الخاتم
- البرجان
- عودة الملك
- المصارع
- الرجل العنكبوت 2
- ذا ماتريكس
- قراصنة الكاريبي: صندوق الرجل الميت
- حالة بنجامين بوتون الغريبة
- حياة باي
- الجاذبية
- بين النجوم
- عقيدة
- إي تي
- البوصلة الذهبية
- 1917
- أول رجل
- كتاب الادغال